# Distrikt Yauyucan
Der Distrikt Yauyucan liegt in der Provinz Santa Cruz in der Region Cajamarca im Norden Perus. Der Distrikt wurde am 21. April 1950 gegründet. Er besitzt eine Fläche von 33,7 km². Beim Zensus 2017 wurden 2959 Einwohner gezählt. Im Jahr 1993 lag die Einwohnerzahl bei 3285, im Jahr 2007 bei 3425. Sitz der Distriktverwaltung ist die 2498 m hoch gelegene Ortschaft Yauyucan (alternative Schreibweise: Yauyucán) mit 836 Einwohnern (Stand 2017). Yauyucan befindet sich 15 km ostsüdöstlich der Provinzhauptstadt Santa Cruz de Succhabamba.

## Geographische Lage
Der Distrikt Yauyucan befindet sich in der peruanischen Westkordillere südostzentral in der Provinz Santa Cruz. Er wird im nördlichen Osten von dem nach Nordosten fließenden Oberlauf des Río Chancay begrenzt. Der Hauptteil des Distrikts wird über den Río Yanayaco nach Westen entwässert.
Der Distrikt Yauyucan grenzt im Südwesten an den Distrikt Pulán, im Westen an den Distrikt Saucepampa, im Norden an den Distrikt La Esperanza, im Nordosten an den Distrikt Andabamba, im zentralen Osten an den Distrikt Ninabamba sowie im Südosten an den Distrikt Tongod (Provinz San Miguel).

## Ortschaften
Neben dem Hauptort gibt es folgende Ortschaften (caseríos) im Distrikt:
- Llushpimayo
- Puchuden
- Yanayacu Alto